# Dział (góra)
Dział czes. Bílé kameny – wzniesienie o wysokości (1027 m n.p.m.) w południowo-zachodniej Polsce w Górach Bialskich w Sudetach Wschodnich, leżące na granicznym grzbiecie, oddzielającym Polskę od Czech.
Według (Regionalizacji fizycznogeograficznej Polski) J. Kondrackiego Góry Bialskie są częścią Gór Złotych, więc Dział znajduje się w Górach Złotych (332.61).

## Położenie
Wzniesienie położone w Sudetach Wschodnich, w południowej części Gór Bialskich, na południowo-wschodnim rozrogu odchodzącym od Rudawca, między wzniesieniem Palas po południowo-wschodniej stronie i wzniesieniem Iwinka po północno-zachodniej stronie, około 4,1 km na południowy zachód od małej wioski Bielice.

## Fizjografia
Graniczne wzniesienie o zróżnicowanych zboczach i rozległym płaskim szczycie, o trudnym do określenia w terenie wierzchołku. Charakteryzuje się wyraźnie podkreślonymi dość stromymi zboczami: południowo-zachodnim i północno-wschodnim, nieregularną rzeźbą i urozmaiconym ukształtowaniem. Północno-wschodnia część wzniesienia położone jest na obszarze Śnieżnickiego Parku Krajobrazowego, a najwyższy punkt wzniesienia leży na granicy polsko-czeskiej. Wznosi się w grzbiecie odchodzącym na północny wschód od Rudawca. Wyrasta na krawędzi „worka bialskiego”, minimalnie ponad wierzchowinę z prawie płaskiej grani granicznej, między wzniesieniem Palaš, wznoszącym się po południowo-wschodniej stronie i Iwinką po stronie północno-zachodniej, od której oddzielony jest płytką rozległą „Przełęczą Działowe Siodło”. Wzniesienie ma postać wydłużonej kopuły o rozległej spłaszczonej powierzchni szczytowej o dość stromo opadających w dalszej odległości od szczytu zboczach: północnym, wschodnim i południowo-zachodnim, które schodzą w kierunku dolin górskich potoków. Zbocze południowo-zachodnie dość ostro opada do doliny Kunčický'ego potoku, położonej po czeskiej stronie, natomiast zbocze północne i wschodnie
opada do dolin potoków stanowiących dopływy Białej Lądeckiej, Krótki Spław i Działowy Spław, które wyraźnie wydzielają wzniesienie. Zbocza: północno-zachodnie, prawie o niewidocznym spadku niezauważalnie przechodzi w zbocza Iwinki. Zbocze północno-wschodnie, prawie płaskim pasem granicznego grzbietu minimalnie opada w stronę załamania granicy, przechodząc w zbocze wzniesienia Palaš. Północno-wschodnim zboczem trawersuje Dukt Nad Spławami.

## Budowa
Wzniesienie jest w całości zbudowane ze skał metamorficznych łupków łyszczykowych i gnejsów gierałtowskich. Szczyt i zbocza wzniesienia pokrywa niewielkiej grubości warstwa młodszych osadów: glin, żwirów, piasków i lessów z okresu zlodowaceń plejstoceńskich oraz osadów powstałych w chłodnym, peryglacjalnym klimacie.

## Roślinność
Wzniesienie częściowo jest porośnięte naturalnym lasem regla dolnego, a w partiach szczytowych – regla górnego. Na obszarze wzniesienia występują rzadkie gatunki flory i fauny. Pod koniec XX wieku szczyt i jego okolice dotknęły zniszczenia związane z katastrofą ekologiczną w Sudetach. Obecnie w miejscach zniszczonego drzewostanu porasta świerkowy młodnik.

## Turystyka
- Szczyt nie jest oznakowany i nie prowadzi na niego szlak, do szczytu dochodzi się od zielonego szlaku wzdłuż granicy państwa, wąskim pasem pozbawionym drzew.
- Przez szczyt przechodzą czeskie i polskie narciarskie trasy biegowe.
- Szczyt położony jest na zalesionym terenie i nie stanowi punktu widokowego.